# I'll Be Missing You
«I'll Be Missing You» (en español: «Te extrañaré») es una canción grabada por el rapero estadounidense Puff Daddy en colaboración con la cantante estadounidense Faith Evans y la banda de R&B 112 en memoria del amigo de Combs y el esposo de Evans, el rapero Notorious B.I.G., que fue asesinado el 9 de marzo de 1997. Lanzado como el segundo sencillo del álbum No Way Out (1997) del proyecto Puff Daddy & the Family, utiliza como base principal la melodía de la canción «Every Breath You Take» (1983) de The Police. Esta canción fue ganadora de un premio Grammy a la mejor interpretación de rap de un dúo o grupo.
En los Estados Unidos, el sencillo debutó directamente en el número uno de la lista Billboard Hot 100, siendo la única canción de rap de un artista masculino en debutar en lo más alto de las listas estadounidenses hasta que en 2010 «Not Afraid» de Eminem, logró igualar esta condición trece años después. Lo lideró durante 11 semanas consecutivas, convirtiéndola en el sencillo de este género musical que permaneció más tiempo en la primera ubicación en los Estados Unidos, hasta que en 2002, el sencillo «Lose Yourself» de Eminem lo superó manteniéndose 12 semanas en la cima de la lista. A su vez, permaneció en el primer puesto de la lista Hot R&B/Hip-Hop Songs durante 8 semanas. Mientras que en al menos 15 países, alcanzó el número uno incluyendo; el Reino Unido, Australia, Alemania, Países Bajos, Irlanda y Nueva Zelanda. Con más de ocho millones de copias vendidas a nivel mundial, la canción se ha convertido en uno de los sencillos más vendidos de todos los tiempos.

## Composición
El instrumental de la canción fue producido por Puff Daddy en colaboración con Stevie J. Previo a que se le otorgara el permiso para utilizar el sample de la canción de 1983, la balada de rap, ya había sido publicada. Dicha autorización la dio Sting, vocalista de The Police, con la condición de poseer el 100% de las regalías de publicación, lo que le hizo ganar a $2 000 por día. Posteriormente Sting zanjó sus diferencias con Puff Daddy interpretando la canción junto a Evans en septiembre de 1997 en la entrega de los MTV Video Music Awards.
Los versos interpretados por Puff Daddy fueron escritos por Sauce Money, un rapero procedente de los Marcy Projects de Brooklyn. Originalmente estaba encargada la composición de la letra a Jay-Z, pero este la rechazó y sugirió que Sauce Money lo hiciera en su lugar.
En el intermedio de la canción, Faith abandona la melodía de “Every Breath You Take” y en su lugar entona una versión reformulada del conocido himno espiritual norteamericano “I'll Fly Away” compuesto por Albert E. Brumley.
Hay diferentes versiones de esta canción, una versión ampliada con un coro al comienzo, otra sin el coro y una versión instrumental. En la versión en estudio, presenta una introducción recitada por un coro con la melodía de "Adagio para cuerdas" de Samuel Barber. Además existe una versión ligeramente alterada de la canción realizada por Diddy en el Concierto para Diana llevada a cabo en el año 2007 en Estadio de Wembley, Reino Unido.
Recientemente, algunos estudiosos de música han resaltado que la melodía de fondo puede estar basada en la que suena en "Stand By Me", debido a su semejanza.

## Vídeo musical
Se realizó un vídeo musical para acompañar la canción, dirigido por el director estadounidense Hype Williams. Rodado en Chicago, partes del vídeo fueron filmadas en el túnel de pasarela móvil diseñado por Helmut Jahn que conecta un par de salas con la Terminal 1 del Aeropuerto Internacional O'Hare. La escena de la colina y la motocicleta se rodó en el Sauer Family Prairie Kame Preserve en Elburn, Illinois. La escena inicial en la que aparece Puff Daddy conduciendo su moto por una carretera hasta que frena y cae al asfalto no fue planeado. Este sufrió heridas leves. Aun así, se decidió utilizar la escena del vídeo porque reforzaba el mensaje, dijo Puff Daddy en una entrevista. También presenta apariciones de otros artistas como Lil' Kim, Busta Rhymes y Aaliyah, los cuales eran amigos cercanos de Biggie. El video musical fue galardonado con el premio Soul Train al Mejor vídeo de R&B/Soul o Rap. y en los MTV Video Music Awards de 1997 al Mejor video de R&B

## Formatos y listas de canciones
| Sencillo en CD [Europa] |                                      |          |  |
| N.º                     | Título                               | Duración |  |
| 1.                      | «I'll Be Missing You»                | 5:08     |  |
| 2.                      | «I'll Be Missing You» (Instrumental) | 5:08     |  |

| Maxi-single |                                              |                                  |          |  |
| N.º         | Título                                       | Interprete(s)                    | Duración |  |
| 1.          | «I'll Be Missing You»                        | Puff Daddy & Faith Evans con 112 | 5:08     |  |
| 2.          | «We'll Always Love Big Poppa»                | The Lox                          | 5:45     |  |
| 3.          | «Cry On»                                     | 112                              | 5:24     |  |
| 4.          | «I'll Be Missing You» (Instrumental)         | Puff Daddy & Faith Evans con 112 | 5:08     |  |
| 5.          | «We'll Always Love Big Poppa» (Instrumental) | The Lox                          | 5:40     |  |

| CD, Single, Promo |                                         |                                  |          |  |
| N.º               | Título                                  | Interprete(s)                    | Duración |  |
| 1.                | «I'll Be Missing You» (Special Version) | Puff Daddy & Faith Evans con 112 | 4:15     |  |

## Posicionamiento en listas y certificaciones
| Lista (1997)                             | Mejor posición |
| ---------------------------------------- | -------------- |
| Alemania (Offizielle Deutsche Charts)    | 1              |
| Australia (ARIA)                         | 1              |
| Austria (Ö3 Austria Top 40)              | 1              |
| Bélgica (Flandes) (Ultratop 50)          | 1              |
| Bélgica (Valonia) (Ultratop 50)          | 3              |
| Canadá (RPM Top Singles)                 | 4              |
| Dinamarca (IFPI)                         | 1              |
| Escocia (Scottish Singles Chart)         | 1              |
| España (AFYVE)                           | 1              |
| Estados Unidos (Billboard Hot 100)       | 1              |
| Estados Unidos (Hot R&B/Hip-Hop Songs)   | 1              |
| Estados Unidos (Hot Rap Singles)         | 1              |
| Estados Unidos (Top 40 Mainstream)       | 11             |
| Estados Unidos (Hot Dance Singles Sales) | 1              |
| Estados Unidos (Rhythmic Top 40)         | 1              |
| Eurochart Hot 100                        | 1              |
| Finlandia (OFC)                          | 3              |
| Francia (SNEP)                           | 2              |
| Hungría (Mahasz)                         | 5              |
| Irlanda (IRMA)                           | 1              |
| Italia (Musica e dischi)                 | 2              |
| Noruega (VG-lista)                       | 1              |
| Nueva Zelanda (Recorded Music NZ)        | 1              |
| Países Bajos (Dutch Top 40)              | 1              |
| Polonia (Music & Media)                  | 2              |
| Reino Unido (UK Singles Chart)           | 1              |
| Reino Unido (UK Dance Chart)             | 2              |
| Reino Unido (UK R&B Chart)               | 1              |
| Rumania (Romanian Top 100)               | 1              |
| Suecia (Sverigetopplistan)               | 1              |
| Suiza (Schweizer Hitparade)              | 1              |

| País           | Lista (1997)               | Posición |
| -------------- | -------------------------- | -------- |
| Alemania       | Offizielle Deutsche Charts | 2        |
| Australia      | ARIA                       | 4        |
| Austria        | Ö3 Austria Top 40          | 2        |
| Bélgica        | Ultratop flamenca          | 4        |
| Bélgica        | Ultratop valona            | 13       |
| Canadá         | RPM Top Singles            | 36       |
| Estados Unidos | Billboard Hot 100          | 3        |
| Estados Unidos | Hot R&B Singles            | 2        |
| Estados Unidos | Hot Rap Singles            | 1        |
| Estados Unidos | Maxi-Singles Sales         | 1        |
| Estados Unidos | Rhythmic Top 40            | 4        |
| Estados Unidos | Top 40/Mainstream          | 32       |
| Europa         | Eurochart Hot 100          | 2        |
| Francia        | SNEP                       | 8        |
| Italia         | Italian Singles Chart      | 1        |
| Nueva Zelanda  | NZ Top Singles             | 2        |
| Países Bajos   | Nederlandse Top 40         | 1        |
| Reino Unido    | Official Charts Company    | 3        |
| Rumania        | Romanian Top 100           | 1        |
| Suecia         | Sverigetopplistan          | 2        |
| Suiza          | Schweizer Hitparade        | 2        |

| País           | Lista (1990–1999)       | Posición |
| -------------- | ----------------------- | -------- |
| Austria        | Ö3 Austria Top 40       | 28       |
| Bélgica        | Ultratop flamenca       | 15       |
| Canadá         | Nielsen SoundScan       | 4        |
| Estados Unidos | Billboard Hot 100       | 10       |
| Irlanda        | IRMA                    | 15       |
| Países Bajos   | Nederlandse Top 40      | 18       |
| Reino Unido    | Official Charts Company | 7        |

| País           | Lista                   | Posición |
| -------------- | ----------------------- | -------- |
| Estados Unidos | Billboard Hot 100       | 105      |
| Reino Unido    | Official Charts Company | 23       |

### Certificaciones
| País           | Organismo certificador | Certificación | Fecha                    | Ventas    | Ref.   |
| -------------- | ---------------------- | ------------- | ------------------------ | --------- | ------ |
| Alemania       | BVMI                   | 3 × Platino   | 1999                     | 1 500 000 | [ 74 ] |
| Australia      | ARIA                   | 2 × Platino   | 1997                     | 140 000   | [ 75 ] |
| Austria        | IFPI Austria           | 2 × Platino   | 19 de septiembre de 1997 | 60 000    | [ 76 ] |
| Bélgica        | BEA                    | 4 × Platino   | 12 de diciembre de 1997  | 200 000   | [ 77 ] |
| Canadá         | Music Canada           | Platino       | 27 de octubre de 1997    | 100 000   | [ 78 ] |
| Dinamarca      | IFPI Dinamarca         | Oro           | 3 de junio de 2020       | 45 000    | [ 79 ] |
| España         | PROMUSICAE             | Oro           | 2024                     | 30 000    | [ 80 ] |
| Estados Unidos | RIAA                   | 3 × Platino   | 23 de julio de 1997      | 3 000     | [ 81 ] |
| Francia        | SNEP                   | Oro           | 6 de octubre de 1997     | 250 000   | [ 82 ] |
| Italia         | FIMI                   | Platino       | 1997                     | 100 000   | [ 83 ] |
| Noruega        | IFPI Noruega           | Platino       | 1997                     | 60 000    | [ 84 ] |
| Nueva Zelanda  | RMNZ                   | Platino       | 1997                     | 15 000    | [ 85 ] |
| Países Bajos   | NVPI                   | 2 × Platino   | 1997                     | 150 000   | [ 86 ] |
| Reino Unido    | BPI                    | 4 × Platino   | 1 de agosto de 1997      | 2 400 000 | [ 87 ] |
| Suecia         | GLF                    | 3 × Platino   | 14 de noviembre de 1997  | 90 000    | [ 88 ] |
| Suiza          | IFPI Suiza             | Platino       | 1998                     | 40 000    | [ 89 ] |

#### Sucesión en listas
| Predecesor: «MMMBop» de Hanson                                    | Billboard Hot 100 — Sencillo Nro 1 14 de junio de 1997 — 23 de agosto de 1997                                          | Sucesor: «Mo Money Mo Problems» de The Notorious B.I.G. con Puff Daddy y Mase |
| Predecesor: «G.H.E.T.T.O.U.T.» de Changing Faces                  | Hot R&B/Hip-Hop Songs — Sencillo Nro 1 14 de junio de 1997 — 8 de agosto de 1997                                       | Sucesor: «Never Make a Promise» de Dru Hill                                   |
| Predecesor: «MMMBop» de Hanson «D'You Know What I Mean?» de Oasis | UK Singles Chart — Sencillo Nro 1 28 de junio de 1997 — 18 de julio de 1997 26 de julio de 1997 — 15 de agosto de 1997 | Sucesor: «D'You Know What I Mean?» de Oasis «Men in Black» de Will Smith      |
| Predecesor: «MMMBop» de Hanson                                    | Media Control Charts — Sencillo Nro 1 30 de junio de 1997 — 14 de septiembre de 1997                                   | Sucesor: «Men in Black» de Will Smith                                         |
| Predecesor: «Bailando» de Paradisio                               | Sverigetopplistan — Sencillo Nro 1 11 de julio de 1997 — 29 de agosto de 1997                                          | Sucesor: «Barbie Girl» de Aqua                                                |
| Predecesor: «MMMBop» de Hanson                                    | ARIA Singles Chart — Sencillo Nro 1 3 de agosto de 1997 — 30 de agosto de 1997                                         | Sucesor: «Barbie Girl» de Aqua                                                |